# Idres
Els idres (en llatí: Idrae, en grec antic: Ἴδραι, Idre) eren un poble de la Sarmàcia europea esmentat per Claudi Ptolemeu, que no dona prou dades per establir la seva posició més enllà de la seva proximitat als ibions.